# أندة
بَلَدِيَّةُ أُنْدَةَ (بالإسبانية: Onda)‏، هي إحدى بلديات مقاطعة كاستيلون التي تقع في منطقة بلنسية، في شرق إسبانيا.
يبلغ عدد سكانها 22.526 نسمة وفقاً لإحصائية سنة (2006).

## توأمة
لأندة اتفاقيات توأمة مع كل من:
- فيورانو مودينيزي
- جزيرة شقر
- Montendre [الإنجليزية]‏

## أعلام
- إنريكه ساورا
- زيان بن مدافع الجذامى